# مايكل بول تشان
مايكل بول تشان (بالإنجليزية: Michael Paul Chan)‏ هو ممثل أمريكي، ولد في 26 يونيو 1950 بسان فرانسيسكو في الولايات المتحدة.

## أعمال

### أفلام
- (1992) طلقات سريعة
- (1993) السماء والأرض
- (1995) باتمان للأبد[4][5][6]
- (1997) باتمان وروبن[7][8][9]
- (1999) المطلع[10]
- (2001) لعبة تجسس[11][12]

### مسلسلات
- جاغ

## وصلات خارجية
- مايكل بول تشان على موقع IMDb (الإنجليزية)
- مايكل بول تشان على موقع ألو سيني (الفرنسية)
- مايكل بول تشان على موقع أول موفي (الإنجليزية)
- مايكل بول تشان على موقع قاعدة بيانات الأفلام السويدية (السويدية)
- مايكل بول تشان على موقع إن إن دي بي (الإنجليزية)
- مايكل بول تشان على موقع قاعدة بيانات الفيلم (الإنجليزية)
- مايكل بول تشان على موقع كينوبويسك (الروسية)